# Sprawność językowa
Sprawność językowa – zdolność posługiwania się językiem w sposób odpowiedni do sytuacji i celu, pozwalający nadawcy na przekazanie zamierzonego komunikatu w sposób zrozumiały. Sprawność językową osiąga się poprzez dobór właściwych środków językowych. Dobór ten powinien uwzględniać takie czynniki jak:
- zdolności percepcyjne odbiorcy – należy używać słownictwa zrozumiałego dla adresata komunikatu, nie korzystać ze słownictwa erudycyjnego lub specjalistycznego, jeśli nie ma pewności, że adresat wypowiedzi jest z nim zaznajomiony;
- poruszany temat – np. nie należy używać wyrażeń nacechowanych humorem lub ironią w rozmowach na tematy smutne, natomiast wypowiadając się na tematy codzienne lub błahe, powinno się unikać słownictwa książkowego i wyszukanego;
- sytuację komunikacyjną – należy rozróżniać sytuacje oficjalne od nieoficjalnych i dopasowywać do nich odpowiednio język staranny lub potoczny.

Osiągnięcie sprawności językowej wymaga świadomości językowej, polegającej na znajomości różnych odmian języka (stylistycznych, środowiskowych, terytorialnych i chronologicznych), posiadania bogatego zasobu słownictwa, a także umiejętności korzystania z tej wiedzy.
Sprawnością językową bywają również określane umiejętności językowe dziecka, odpowiednie dla jego wieku i etapu rozwojowego.